# Colomascirtus chlorosteus
Espèce
Statut de conservation UICN

 CR B1ab(iii)+2ab(iii) : 
En danger critique
Synonymes
- Hyla chlorostea Reynolds & Foster, 1992
- Hyloscirtus chlorosteus Faivovich and De la Riva, 2006

Colomascirtus chlorosteus est une espèce d'amphibiens de la famille des Hylidae.

## Répartition
Cette espèce est endémique du département de Cochabamba en Bolivie. Elle se rencontre à environ 2 044 m d'altitude sur le versant oriental de la cordillère des Andes dans la municipalité de Villa Tunari de la province de Chapare,.

## Publication originale
- Reynolds & Foster, 1992 : Four New Species of Frogs and One New Species of Snake from the Chapare Region of Bolivia, with Notes on Other Species. Herpetological Monographs, vol. 6, p. 83-104.